# Sergio Gerardo Ugalde Godínez
Sergio Gerardo Ugalde Godínez (* 3. April 1971) ist ein costa-ricanischer Jurist und Richter am Internationalen Strafgerichtshof.

## Leben und Wirken
Ugalde Godínez studierte ab 1988 Rechtswissenschaften an der Universidad de Costa Rica, wo er 1994 seinen Abschluss machte und eine Qualifikationsstudium zum Notar absolvierte. Anschließend arbeitete er in Costa Rica als Rechtsanwalt und Notar. 1998 erwarb er nach einem entsprechend einjährigen Studium an der Oxford University den Titel Magister Juris in European and Comparative Law. Sodann kehrte er nach Costa Rica zurück und war ab 2000 als Rechtsberater im Außenministerium von Costa Rica tätig. Ab 2005 vertrat er die costa-ricanische Regierung auch in Verfahren vor dem Internationalen Gerichtshof, insbesondere bei den Grenzstreitigkeiten mit Nicaragua. Von 2014 bis 2018 war Ugalde Godínez der costa-ricanische Botschafter in den Niederlanden. Gleichzeitig war er Repräsentant Costa-Ricas bei der Organisation für das Verbot chemischer Waffen. Seit 2019 ist er zudem beigeordneter Professor an der Universität für den Frieden.
Im Dezember 2020 wurde Ugalde Godínez zum Richter am Internationalen Strafgerichtshof gewählt. Er trat seine voraussichtlich neunjährige Amtszeit am 11. März 2021 an. Da er am im März 2023 erlassenen Haftbefehl gegen Wladimir Putin mitgewirkt hatte, verfügte das russische Innenministerium seinerseits im November 2023 einen Haftbefehl gegen Ugalde Godínez.